# Репьёвка (Татарстан)
Репьёвка — посёлок в Кайбицком районе Татарстана в 16 км северо-западнее от Больших Кайбиц на границе с Чувашией. Входит в состав Надеждинского сельского поселения.

## География
В 670 м юго-восточнее протекает река Кубня. Деревня расположена в лесистой местности с многочисленными ручьями.

## История
Основано в первой половине XIX века.

## Демография
- 1989 год — 22
- 1997 год — 13
- 2010 год — 8

Национальный состав — чуваши (5 человек) и русские (3).